# Kanut I
Kanut I (Hardeknud, Kanut I Surowy, II poł. IX w. – I. poł. X w.) – półlegendarny książę duński, prawdopodobnie ojciec Gorma Starego uważanego za pierwszego króla Danii.
O istnieniu Kanuta można domniemywać na podstawie kronik Adama z Bremy.